# Molorchus eburneus
Molorchus eburneus är en skalbaggsart som beskrevs av Linsley 1931. Molorchus eburneus ingår i släktet Molorchus och familjen långhorningar. Inga underarter finns listade i Catalogue of Life.